# Enzo Dieci
Enzo Dieci (ur. 28 stycznia 1934 w Sassuolo) – włoski duchowny rzymskokatolicki, biskup pomocniczy Rzymu w latach 1992–2009.

## Życiorys
Święcenia kapłańskie przyjął 17 marca 1962. 7 kwietnia 1992 został mianowany biskupem pomocniczym Rzymu ze stolicą tytularną Maura. Sakrę biskupią otrzymał 26 kwietnia 1992. 1 czerwca 2009 przeszedł na emeryturę.